# Meisterbäckerei Steinecke
Meisterbäckerei Steinecke,  auch als  Brotmeisterei Steinecke, Bäcker Steinecke oder Steinecke bezeichnet, ist eine Großbäckerei mit Sitz im niedersächsischen Mariental (Landkreis Helmstedt) und einer der führenden Backwaren-Filialisten in Deutschland.
Das Unternehmen wurde 1945 von Erich Steinecke gegründet, der den Grundstein des heutigen Großunternehmens in Groß Sisbeck legte. In den Folgejahren wurde der Produktionsstandort erweitert, um den Raum Gifhorn, Peine, Hildesheim und Hannover zu beliefern. 1959 zog der Betrieb von Groß Sisbeck nach Mariental-Horst um. Seit 1965 bieten Geschäfte in Berlin Steinecke-Brot an. Ein Großbrand im Jahr 1989 unterbrach zeitweise die jahrelange Expansion der Firma.
1990 übernahm Steinecke in Bernburg (Saale) einen ehemaligen Volkseigenen Betrieb und baute diesen nach dem Vorbild des Mariental-Betriebes um und aus. In den 1990er Jahren wurde der Berliner Standort ebenfalls erheblich ausgebaut und 2003/2004 der kurz vor der Insolvenz stehenden „Die dufte Bäckerei“ Haferkamp in Langwedel (Landkreis Verden) übernommen, sodass das Filialnetz im Großraum Verden und Bremen verdichtet wurde.
Nachdem in den Vorjahren die Produktpalette um südländische Brote, Bio-Produkte und Snacks erweitert worden war, werden seit 2010 Röstkaffee und andere Kaffee-Spezialitäten angeboten. Nach dem Tod des Gründers am 14. August 2010 übernahm seine Enkelin Katrin Steinecke den Traditionsbetrieb.
Die drei Produktionsstätten Mariental, Berlin und Bernburg beliefern 526 Filialen (Stand 2022), in denen rund 4000 Mitarbeiter beschäftigt sind.